# Prajin Rungrote
Prajin Rungrote (thailändisch ปราจิณ•รุ่งโรจน์; * 1. Januar 1953)  ist ein ehemaliger thailändischer Radrennfahrer.

## Sportliche Laufbahn
Rungrote war im Straßenradsport aktiv und Teilnehmer der Olympischen Sommerspiele 1976 in Montreal. Im Mannschaftszeitfahren kam Thailand mit Sucheep Likittay, Chartchai Juntrat, Panya Singprayool-Dinmuong und Prajin Rungrote auf den 25. Rang. Das olympische Straßenrennen beendete er nicht. Über sein weiteres Leben und seine sportlichen Erfolge ist nichts bekannt.